# Pavillon Badat
Le pavillon Badat est un bâtiment commercial de l'île de La Réunion, département et région d'outre-mer français dans le sud-ouest de l'océan Indien. Situé dans le centre-ville de Saint-Denis au croisement des rues de Paris et du Maréchal-Leclerc, il formait autrefois une même propriété avec la villa Déramond-Barre. Il est inscrit à l'inventaire supplémentaire des Monuments historiques depuis le 4 avril 1993,.